# 山口短期大学
山口短期大学（やまぐちたんきだいがく、英語: Yamaguchi Junior College）は、山口県防府市に所在する私立短期大学。大学の略称は山短。

## 概観

### 大学全体
- 山口県防府市に所在する日本の私立短期大学で、設置主体は学校法人第二麻生学園[1]。
- 1967年に山口工業短期大学として開学したことに始まる[2]。学科体制は2学科[注 2]となっている。

### 建学の精神（校訓・理念・学是）
- 山口短期大学の教育理念は「至心」となっている。

### 教育および研究
- 山口短期大学の教育
  - 児童教育学科
    - 初等教育学専攻：小学校教員を養成する課程がある。これは、事実上県内で唯一のものとなっている。
    - 幼児教育学専攻：保育者を養成する課程。

  - 情報メディア学科：「ウェブデザイン」・「アミューズメントデザイン」・「ITビジネス」・「メディアシステム」・「教員養成・四年制大学編入」の各コースがある。
- 全国短大でも珍しい「SL学」と称した一般教育科目 があった[注 3]

### 学風および特色
- 山口短期大学では、教育理念にある「至心」をもとに「誠心（まごころ）の調和を推進する」とモットーがある。
- 男女共学である。

## 沿革
- 1967年
  - 1月23日 左記を以て文部省[注 4]より短期大学の設置が認可される[注 5]。
  - 4月1日 山口工業短期大学（やまぐちこうぎょうたんきだいがく）としてが以下の学科体制にて開学[注 6]
    - 電気通信科 入学定員100名[注釈 1]
    - 電子工学科 入学定員50名[注釈 1]

  - 5月1日 学生数[9]/定員
    - 電気通信科 105[注 7]/100
    - 電子工学科 54[注 8]/50

  - 11月 学校法人山陽電波学園を学校法人山口学園に法人名を変更する。
- 1968年
  - 5月1日 学生数[10]/定員
    - 電気通信科 211[注 9]/200
    - 電子工学科 106[注 10]/100
- 1969年
  - 4月1日 電気通信科を通信工学科に改称[11]。
- 1977年
  - 5月1日 学生数[12]/定員
    - 通信工学科 9[注釈 2]/200
    - 電子工学科 12[注釈 2]/100
- 1978年
  - 4月1日 山口工業短期大学を山口短期大学に改称[13]。
  - 5月1日 学生数[14]/定員
    - 通信工学科 11[注釈 2]/200
    - 電子工学科 16[注釈 3]/100
- 1979年
  - 5月1日 学生数[15]/定員
    - 電気通信科 -/200
    - 電子工学科 31[注釈 3]/100
- 1980年
  - 5月1日 学生数[16]/定員
    - 通信工学科 -/200
    - 電子工学科 39[注釈 4]/100
- 1981年
  - 3月31日 以下の学科については、左記をもって正式に廃止となる[注釈 5]。
    - 通信工学科

  - 4月1日 以下の学科を増設する[注釈 5]
    - 児童教育学科
      - 初等教育専攻 入学定員50名[注釈 6]
      - 幼児教育専攻 入学定員50名

  - 5月1日 学生数[21]/定員
    - 電子工学科 25[注釈 4]/100
    - 児童教育学科 127[注 11]/100
- 1982年
  - 5月1日 学生数[22]/定員
    - 電子工学科 16[注 12]/100
    - 児童教育学科 231[注 13]/200
- 1983年
  - 4月1日 電子工学科に情報処理、情報電子コースを設置。
- 1985年
  - 5月1日 学生数[23]/定員
    - 電子工学科 62[注 14]/100
    - 児童教育学科 226[注 15]/200
- 1986年
  - 5月1日 学生数[24]/定員
    - 電子工学科 77[注 16]/100
    - 児童教育学科 165[注 17]/200
- 1987年
  - 4月1日 山口教員保母養成所を山口短期大学の児童教育学科幼児教育専攻に統合し、募集停止
  - 5月1日 学生数[25]/定員
    - 電子工学科 128[注 18]/100
    - 児童教育学科 187[注 19]/200
- 1988年
  - 4月1日 電子工学科を電子情報学科に改称[注 20]。
  - 5月1日 学生数[28]/定員
    - 電子情報学科[注 21] 138[注 22]/100[注 23]
    - 児童教育学科 233[注 24]/200
- 1990年
  - 4月1日 児童教育学科の各専攻に以下のコースを設置。
    - 初等教育学専攻
      - 教員養成コース
      - 教育情報コース

    - 幼児教育学専攻
      - 保育コース
      - 幼児情報コース
- 1991年
  - 4月1日 電子情報学科にOA情報コースを設置
- 1992年
  - 5月1日 学生数[注 25]/定員
    - 電子情報学科 174[注 26]/100
    - 児童教育学科 378[注 27]/200
- 1994年
  - 4月1日 電子情報学科と児童教育学科に以下のコースを設置
    - 電子情報学科
      - 理学教育コース

    - 児童教育学科（初等教育学専攻・幼児教育学専攻ともに）
      - 国際文化コース
- 1996年
  - 4月1日 各学科に以下のコースを設置
    - 児童教育学科
      - 初等教育学専攻
        - 情報教育ビジネスコース
        - 国際文化セクレタリーコース

      - 幼児教育学専攻
        - 社会福祉レクリエーションコース
        - 国際レジャー文化コース

    - 電子情報学科
      - OAシステムコース
      - 情報システムコース
      - 電子情報コース
      - 理科教育コース
- 1999年
  - 5月1日 学生数[31]/定員
    - 電子情報学科 79[注 28]/100
    - 児童教育学科 185[注 29]/200
- 2006年
  - 4月1日 電子情報学科を情報メディア学科に改称[注 30]。
- 2012年
  - 4月1日 情報メディア学科にIT技術コース、ITメディアコースを設置。
- 2013年
  - 4月1日 情報メディア学科に理科免許取得コースを設置。
- 2019年
  - 4月1日
    - 以下、入学定員減あり[注 31]。
      - 情報メディア学科 50→40
      - 児童教育学科初等教育学専攻 50→30

    - 別科の設置が認められ、以下の課程を設ける[注 32]。
      - 日本語別科 入学定員50名[注 33]
- 2021年
  - 4月1日 児童教育学科及び情報メディア学科の各々に博多キャンパスが開設される[38]

## 基礎データ

### 所在地
- 山口県防府市大字台道11346-2

### 交通アクセス
- JR山陽本線大道駅下車。

### 象徴
- 山口短期大学のマスコットキャラクターには「ハッスルちゃん」・「やまちゃん」・「たん君」がある。ほか右記資料も参照のこと[注 34]。

## 教育および研究

### 組織

#### 学科
- 児童教育学科
  - 初等教育学専攻 入学定員30名[1]
  - 幼児教育学専攻 入学定員50名[1]
- 情報メディア学科 入学定員40名[1]

##### 過去にあった学科
- 通信工学科 入学定員100名[41]

#### 専攻科
- なし

#### 別科
- 日本語別科 入学定員50名[1]

##### 取得資格について
資格
- 保育士：児童教育学科幼児教育学専攻

教職課程
- 小学校教諭二種免許状：児童教育学科初等教育学専攻
- 幼稚園教諭二種免許状
  - 児童教育学科
    - 初等教育学専攻
    - 幼児教育学専攻
- 中学校教諭二種免許状（理科）
  - 情報メディア学科[注 35]

### 研究
- 『山口短期大学研究紀要』[45]
- 『山口短期大学学術研究所』[46]
- 『山口県の峠・垰日記』[47]

## 学生生活

### 部活動・クラブ活動・サークル活動
- 山口短期大学のクラブ活動
  - 体育系：軟式野球・バスケットボール・テニス・バレーボール・バドミントン・陸上競技・サッカー・ダンスほか
  - 文化系：カウンセリング・ボランティアほか
  - ほか、「アンサンブル」・「幼児音楽」・「ダンス」・「野球」などの研究ユニットや、「マスコミ・広報」・「ロボット研究」など情報メディア学科独自の各研究ブースもある。

### 学園祭
- 山口短期大学の学園祭は「華門祭」と呼ばれ毎年、概ね11月に行われる。

## 施設

### キャンパス
- 事務室
- 図書館
- 研究室（各学科）
- 音楽レッスン室
- セミナールーム
- 講義室
- 家庭科室
- 学生相談室
- 体育館
- カフェテリア
- セントラルガーデン
- 駐車場ほか

## 対外関係

### 姉妹校
- 翰林聖心大学校 - 韓国
- 東園科学技術大学校 - 韓国

### 教育・学術交流校
- 順天第一大学校 - 韓国

### 附属校
- 山口短期大学附属広島幼稚園 - 広島県
- 山口短期大学附属幼稚園 - 山口県

### 系列校
- 九州情報大学（学校法人麻生教育学園）
- 東明館中学校・高等学校（学校法人東明館学園）
- 麻生学園小学校（学校法人麻生学園）
- ほか、福岡県内を中心に幼稚園14園

## 社会との関わり
- 短大のある防府市民との交流を深めている。

## 卒業後の進路について

### 就職について
- 児童教育学科
  - 初等教育学専攻：就職者は、卒業者全体の89.5%となっている。その内訳として臨時や補助なども含めて小学校教員が70.6%で、残りは、一般企業等となっている。
  - 幼児教育学専攻：就職者は、卒業生全体の96.8%となっている。その内訳は、保育所や児童福祉施設での保育士が53.3%、幼稚園教員が23.4%等となっている。
- 情報メディア学科：就職者は、卒業者全体の100%で情報・サービス業が多い。中学校教員として働く者もいる。

### 編入学・進学実績
- 児童教育学科
  - 初等教育学専攻：大阪教育大学・香川大学・宮崎大学・佛教大学・安田女子大学・徳島文理大学ほか
  - 幼児教育学専攻：福岡教育大学・東北福祉大学・大東文化大学・中京女子大学・梅花女子大学・吉備国際大学・広島文教女子大学・四国学院大学・聖カタリナ大学、頌栄短期大学・別府大学短期大学部の各専攻科ほか
- 情報メディア学科：系列の九州情報大学ほか、埼玉大学・京都工芸繊維大学・島根大学・山口大学・広島市立大学・大阪産業大学・福山平成大学・呉大学・東亜大学・福岡工業大学ほか

## 附属学校
- 山口短期大学附属幼稚園（2021年4月休園、2022年3月廃止）
- 山口短期大学附属広島幼稚園